# Walter Margara
Walter Margara (Asti, 16 aprile 1953) è un attore italiano.

## Biografia
Dopo aver debuttato a teatro nel 1973, ottiene il suo primo ruolo da attore nel 1975, nello sceneggiato televisivo Rosso veneziano. Nello stesso anno appare nel film La commessa.
Nel 1978 è nel cast di Porci con la P.38 di Gianfranco Pagani, mentre nel 1979 è protagonista del film La carica delle patate.
Gli sceneggiati più significativi ai quali ha partecipato sono La mia vita con Daniela (1977), dove recita accanto a Ivana Monti, e Illa: Punto d'osservazione (1981), con protagonista Stefania Casini.

## Filmografia

### Cinema
- La commessa, regia di Riccardo Garrone (1975)
- L'uomo che sfidò l'organizzazione, regia di Sergio Grieco (1975)
- Squadra antiscippo, regia di Bruno Corbucci (1975)
- Canne mozze, regia di Mario Imperoli (1977)
- Porci con la P.38, regia di Gianfranco Pagani (1978)
- La carica delle patate, regia di Walter Santesso (1979)
- La moglie in vacanza... l'amante in città, regia di Sergio Martino (1980)
- La ripetente fa l'occhietto al preside, regia di Mariano Laurenti (1980)
- Per favore, occupati di Amelia, regia di Flavio Mogherini (1981)
- Pierino contro tutti, regia di Mariano Laurenti (1981)
- Miracoloni, regia di Francesco Massaro (1981)
- La dottoressa preferisce i marinai, regia di Michele Massimo Tarantini (1981)
- Inganni, regia di Luigi Faccini (1985)
- Il tenente dei carabinieri, regia di Maurizio Ponzi (1986)

### Televisione
- Philo Vance, regia di Marco Leto (1974)
- Rosso veneziano, regia di Marco Leto (1976)
- La mia vita con Daniela, regia di Domenico Campana (1977)
- Il povero soldato, regia di Mario Moroni (1978)
- Che fare?, regia di Gianni Serra (1979)

## Doppiatori italiani
- Luca Dal Fabbro in Squadra antiscippo